# Taurotagiella
Taurotagiella is een kevergeslacht uit de familie van de boktorren (Cerambycidae). De wetenschappelijke naam van het geslacht werd voor het eerst geldig gepubliceerd in 2013 door Bjørnstad.

## Soorten
Taurotagiella is monotypisch en omvat slechts de volgende soort:
- Taurotagiella camillae Bjørnstad, 2013